# Delftia acidovorans
Delftia acidovorans (лат.) — вид грам-негативних бактерій, відомих своєю здатністю (як і Cupriavidus metallidurans) осаджувати золоті самородки. Шари бактерій перетворюють розчинене у воді золото на наночастинки.
Ці наночастинки можуть переміщуватися крізь скелі і ґрунт, після чого можуть видобуватися в місцях покладів золотої руди.